# منتخب إيطاليا تحت 18 سنة لهوكي الجليد للرجال
منتخب إيطاليا تحت 18 سنة لهوكي الجليد للرجال هو ممثل إيطاليا تحت 18 سنة الرسمي في المنافسات الدولية في هوكي الجليد
.